# Discographie de Tangerine Dream

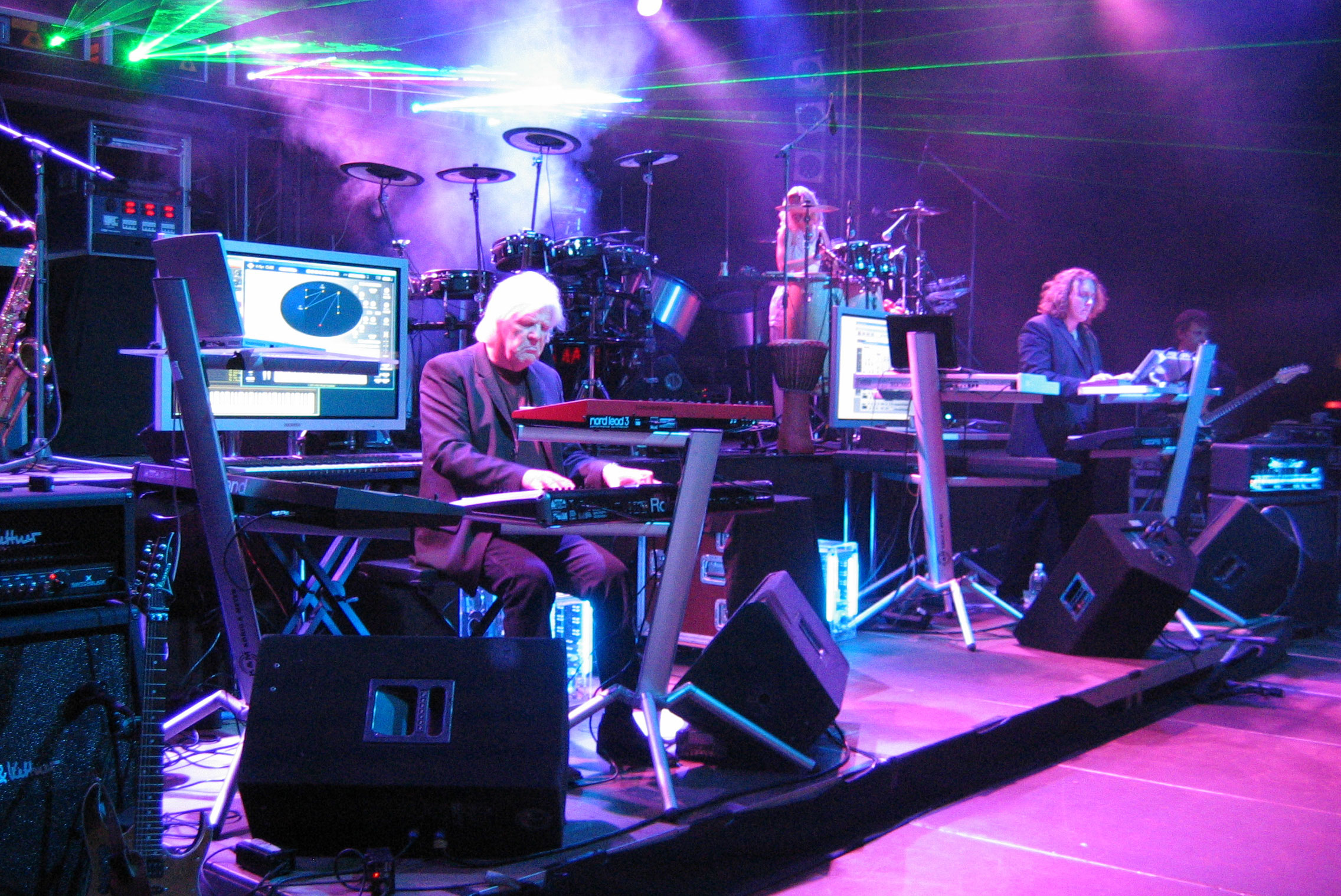
Tangerine Dream en concert le 1er juillet 2007 à Eberswalde

Discographie du groupe Tangerine Dream.

## Caractéristiques
Le groupe Tangerine Dream a publié plus d'une centaine d'albums (sans même compter les singles, compilations, bootlegs et autres types de disques) sur une quarantaine d'années.
Edgar Froese, fondateur du groupe, divise le cheminement de Tangerine Dream en diverses périodes, correspondant aux labels ayant publié les œuvres du groupe :
- 1970-1973 : Pink Years ;
- 1974-1984 : Virgin Years ;
- 1984-1988 : Blue Years ;
- 1988-1990 : Melrose Years ;
- 1991-1995 : Seattle Years ;
- 1996-2005 : TDI Years ;
- 2005-2015 : Eastgate Years;
- 2015-Present : QuantumYears.

## Albums

### Albums studio etlive
La frontière entre les albums studio et les albums live de Tangerine Dream est assez floue. Les albums qualifiés de « live » incluent couramment de l'overdub et des matériaux originaux ajoutés en studio. L'un des exemples les plus radicaux est Live Miles, dont moins d'un tiers est joué en public au moment de la sortie. Qui plus est, les albums enregistrés en public comprennent souvent des musiques originales non disponibles sur les albums studio.
Le groupe n'édite des albums live « standards » (c'est-à-dire des enregistrements où il joue des morceaux existant sur des albums studio antérieurs) que depuis 1997 ; ils sont inclus dans la section « Compilations ».

### Pink Years (1970-1973, Ohr)
Les premières publications de Tangerine Dream sont éditées par le label Ohr. Le logo du label étant une oreille rose, cette époque du groupe est généralement surnommée « Pink Years » (« années roses » en anglais).
- 1970 : Electronic Meditation (avec un ballon de baudruche avec le logo OHR imprimé)
- 1971 : Ultima Thule single inédit
- 1971 : Alpha Centauri
- 1972 : Zeit
- 1973 : Atem

### Virgin Years (1974-1983, Virgin Records)
En 1974, le groupe signe chez Virgin Records ; la période est surnommée « Virgin Years » (« années Virgin »).
- 1974 : Phaedra
- 1975 : Rubycon (le pressage français contient un insert sur papier orange pour la tournée Ricochet)
- 1975 : Ricochet ; singles : Ricochet (Part I), Ricochet (Part II), Excerpt from Ricochet
- 1976 : Stratosfear ; singles : Stratosfear, The Big Sleep in Search of Hades
- 1977 : Sorcerer (BO)
- 1977 : Encore ; singles : Monolight, Hobo March
- 1978 : Cyclone
- 1979 : Force Majeure
- 1980 : Quichotte (renommé Pergamon sur les éditions ultérieures) L'original n'a pas de pochette mais un poster, le second pressage a une pochette avec une orange.
- 1980 : Tangram
- 1981 : Thief (BO)
- 1981 : Exit ; singles : Choronzon, Network 23 (L'original contient un poster)
- 1982 : White Eagle
- 1982 : Logos Live
- 1983 : Hyperborea

### Blue Years (1984-1988, Jive Records)
Tangerine Dream passe chez Jive Records en 1984 ; le label possédant un logo bleu, la période est surnommée « Blue Years » (« années bleues »).
- 1984 : Poland ; single : Warsaw in the Sun
- 1985 : Le Parc ; single : Streethawk
- 1986 : Green Desert (enregistré en 1973, remixé en 1984)
- 1986 : Underwater Sunlight ; single : Dolphin Dance / Dolphin Smile (En fait c'est le titre Riding the Ray à la place de Dolphin Dance
- 1987 : Tyger ; singles : Tyger, 21st Century Common Man
- 1988 : Livemiles (réédité en 1996 sous le titre de Live Miles)

### Melrose Years (1988-1990, Peter Baumann)
Le groupe passe chez le label musical privé de Peter Baumann ; celui-ci étant situé sur Melrose Avenue à Los Angeles, la période est surnommée « Melrose Years » (« années Melrose »).
- 1988 : Optical Race
- 1988 : House of Rising Sun Single en vinyle souple offert dans le magazine "Reflex Magazine"
- 1989 : Lily on the Beach
- 1990 : Melrose

### Seattle Years (1992-1995, Miramar)
Tangerine Dream signe chez Miramar, label basé à Seattle ; la période est surnommée « Seattle Years » (« années Seattle »).
- 1992 : Rockoon ; single : Rockoon Special Édition
- 1992 : Quinoa (à l'origine une édition de 1 000 copies limitée au fanclub ; une version illimitée est sortie en 1997)
- 1993 : 220 Volt Live ; single : Dreamtime
- 1994 : Turn of the Tides
- 1995 : Tyranny of Beauty

### Millenium Years (1996-2005, Castle/TDI)
Tangerine Dream passe chez le label Castle en 1996, juste avant qu'Edgar Froese crée son propre label, TDI. Du fait de sa situation sur le changement de millénaire, la période est surnommée « Millenium Years » (« années du millénaire »).
- 1996 : Goblins Club ; single : Towards the Evening Star
- 1997 : Ambient Monkeys
- 1998 : The Hollywood Years Vol. 1
- 1998 : The Hollywood Years Vol. 2
- 1999 : Mars Polaris
- 2000 : The Seven Letters from Tibet
- 2004 : East, trois mois après la chute du mur, live au Werner-Seelenbinder-Halle à Berlin Est le 20 février 1990. Plus de 8000 personnes ont assisté à cet événement historique.
- 2005 : Kyoto
- 2005 : Jeanne d'Arc

### Eastgate Years (2005-2015, Eastgate)
À la fin 2005, le label est renommé Eastgate ; la période porte donc le surnom de « Eastgate Years » (« années Eastgate »).
- 2005 : Phaedra 2005
- 2006 : Metaphor: The Phylogenetic Unconscious Circuit Of Nothing And The Conscious Illusion Of Everything Searching For The Black Hat In A Dark Room Which Isn't There (édition limitée à 1 000 copies)
- 2006 : Blue Dawn enregistré pendant le Tour 1988 Nord Americain
- 2006 : Plays Tangerine Dream (Compilation/Studio)
- 2007 : Sleeping Watches Snoring In Silence (édition limitée de 3 pistes disponible lors du concert à l'Astoria de Londres le 20 avril 2007)
- 2007 : Madcap's Flaming Duty
- 2007 : Bells of Accra
- 2007 : One Night in Space
- 2007 : Orange Odyssey DVD live Open Air le 1er juillet 2007 pour la cérémonie d'inauguration du Paul Wunderlich Museum à Eberswalde près de Berlin
- 2008 : Armageddon in the Rose Garden
- 2008 : Views From a Red Train
- 2008 : Hyperborea 2008 (édition limitée à 2 000 copies)
- 2008 : Tangram 2008 (édition limitée à 2 000 copies)
- 2008 : The Epsilon Journey (2CDs) Live In Eindhoven NL 2008
- 2009 : The London Eye Concert - 3CD Set
- 2009 : Chandra - The Phantom Ferry Part 1
- 2009 : Izu - Tangerine Dream Live In Japan 2009
- 2010  : Under Cover - Chapter One
- 2010 : Zeitgeist - Tangerine Dream Live In Lisbon 2010
- 2011  : Starmus - Sonic Universe- Special Guest: Brian May
- 2013  : Cruise of Destiny- Tangerine Dream 2013
- 2013 : One Night in Africa- Compilation
- 2013 : Lost in Strings- Compilation
- 2014  : Chandra - The Phantom Ferry Part 2
- 2014 : Phaedra Farewell Tour 2014 - The Concerts - Live
- 2014 : Supernormal - The Australian Concerts - Live

### Quantum Years (2015-présent, Eastgate)
La période commence après la disparition d'Edgar Froese avec le Cupdisc "Quantum Key"
- 2015 : Out of this World (Compilation hommage)
- 2016 : Live at the Philharmony Szczecin Poland 2016 - Live
- 2016 : Particles - Compilation
- 2017 : Light Flux
- 2017 : The Sessions I - Live
- 2017 : Quantum Gate
- 2018 : The Sessions II - Live
- 2019 : Recurring Dreams compilation d’anciens titres revisités
- 2022 : Raum

### Séries

#### Dream Mixes
Un projet annexe initié par Jerome Froese, cette série possède une tendance à la dance music et est principalement constituée de remixes de pistes de Tangerine Dream. TimeSquare est une exception, seulement deux de ses sept pistes étant des remixes.
Dream Mixes IV est par ailleurs le premier album solo de Jerome Froese, Edgar Froese n'étant pas impliqué dans sa production.
- 1995 : Dream Mixes
- 1997 : Dream Mixes II: TimeSquare
- 2001 : Dream Mixes III: The Past Hundred Moons ; singles : Meng Tian, Stereolight, Astrophobia
- 2003 : Dream Mixes IV
- 2010 : Dream Mixes V

#### Dante Trilogy
Une interprétation musicale de la Divine Comédie de Dante.
- 2002 : Inferno
- 2004 : Purgatorio
- 2006 : Paradiso

#### Five Atomic Seasons
Une série composée de cinq parties (chacune sur un CD) et commandée par un homme d'affaires japonais ayant eu 82 ans en 2006. Elle raconte de façon musicale sa jeunesse, lorsqu'il étudiait et habitait dans deux villes : Nagasaki et Hiroshima. Chacune des cinq compositions dure 54 minutes. Dans les deux premières (printemps et été 1945), le commanditaire habite Nagasaki ; dans les deux suivantes (automne et hiver 1945), il habite à Hiroshima où il survit au premier bombardement atomique. Le printemps et l'été décrivent une atmosphère urbaine normale contenant quelques prémonitions de ce qui va se passer plus tard. L'automne et l'hiver décrivent musicalement les événements ultérieurs au bombardement.
- 2007 : Springtime in Nagasaki
- 2007 : Summer in Nagasaki
- 2008 : Autumn in Hiroshima
- 2009 : Winter in Hiroshima
- 2010 : The Endless Season

#### Eastgate's Sonic Poem Series
- 2010 : The Island Of The Fay - Edgar Allan Poe
- 2011 : The Angel Of The West Window - Gustav Meyrink
- 2011 : Finnegans Wake - James Joyce

#### Eastgate’s CUPDISC Series
- 2007 : One Times One
- 2008 : Purple Diluvial
- 2008 : Das Romantische Opfer
- 2008 : Fallen Angels
- 2008 : Choice
- 2009 : Flame
- 2009 : A Cage In Search Of A Bird
- 2011 : The Gate Of Saturn
- 2011 : Mona Da Vinci
- 2011 : Knights Of Asheville - Tangerine Dream Live At The Moogfest In Asheville 2011
- 2012 : Machu Picchu
- 2014 : Josephine The Mouse Singer
- 2014 : Mala Kunia
- 2015 : Quantum Key
- 2017 : Light Flux
- 2017 : The Sessions I - Live
- 2018 : The Sessions II - Live

#### Booster
Cette série prend la suite des "Dream Mixes" après le départ de Jerome Froese.
- 2007 : Booster
- 2008 : Booster II
- 2009 : Booster III
- 2011 : Booster IV
- 2012 : Booster V
- 2013 : Booster VI
- 2015 : Booster VII

## Bandes originales
Tangerine Dream a contribué à la bande originale de plus de 65 films et vidéos, une pièce et deux livres audio. Environ 30 albums ont été publiés.
- 1977 : Sorcerer (Le Convoi de la peur)
- 1981 : Thief (Le Solitaire)
- 1982 : Das Mädchen auf der Treppe
- 1983 : Daydream – Moorland (en)
- 1983 : Risky Business
- 1983 : The Keep
- 1983 : Wavelength
- 1984 : Firestarter
- 1984 : Flashpoint
- 1985 : Heartbreakers
- 1985 : Legend, bande originale du film de Ridley Scott
- 1985 : Vision Quest (Crazy for You)
- 1987 : Three O'Clock High
- 1988 : Near Dark
- 1988 : Shy People
- 1989 : Miracle Mile
- 1989 : Destination Berlin
- 1990 : Dead Solid Perfect
- 1991 : Canyon Dreams
- 1991 : The Park Is Mine
- 1991 : Rumpelstiltskin (livre audio)
- 1991 : L'Affaire Wallraff
- 1992 : Deadly Care
- 1992 : The Switch
- 1994 : Catch Me If You Can
- 1996 : Zoning
- 1997 : Oasis
- 1997 : The Keep - The Keep (1997) is the soundtrack to the movie The Keep (1983)
- 1997 : Der Meteor (livre audio)
- 1998 : Transsiberia
- 1999 : What a Blast - Architecture in Motion
- 2000 : Great Wall of China
- 2003 : Mota Atma
- 2013 : The Music of Grand Theft Auto V - Volume 2: The Score
- 2014 : GTA 5 - Cinematographic Score
- 2014 : Sorcerer - Cinematographic Score

## Archives
Depuis la fin des années 1990, Tangerine Dream publie des enregistrements anciens, principalement des concerts.
| Année | Titre de l'album                                     | Commentaires |
| ----- | ---------------------------------------------------- | --- |
| 1990  | Antarktis                                            | CD non officiel contenant 2 concerts live 1-10 Live in Reichstag, Berlin 1987 11-13 Live in Bristol 06.11.1990 |
| 1990  | In Den Gärten Pharaos, Bicycle Race                  | live du 6 novembre 1990 au Colston Hall à Bristol (England) CD non officiel de ce concert réalisé sous In den Gärten Pharaos/Bicycle Race (1992) titre en référence à l'album In den Gärten Pharaos (1971) de Popol Vuh |
| 1997  | Logotypes                                            | partie du concert joué le 15 novembre 1982 au Centre international des congrès de Berlin |
| 1998  | Electrobeats                                         | Radio 1 Berlin/Elektro Beats FM-Radio, un CDR Electrobeats-3e heure le 1er février 1998 |
| 1999  | Sohoman (Live in Sydney 1982)                        | remix d'un enregistrement public |
| 2000  | Antique Dreams                                       | compilation de singles et enregistrements rares |
| 2000  | Soundmill Navigator (Live at the Philharmonics 1976) | remix d'un enregistrement public |
| 2003  | The Bootleg Box Set vol. 1                           | plusieurs concerts de la période 1974–1976 provenant à l'origine du Tangerine Tree, un projet monté par des fans afin d'éditer des concerts enregistré de façon non officielle                                          |
| 2003  | Rockface                                             | enregistrement intégral du concert donné à Berkeley en 1988 |
| 2004  | The Bootleg Box Set vol. 2                           | plusieurs concerts de la période 1976–1983 provenant du projet Tangerine Tree |
| 2004  | The Bootmoon Series: Montreal — April 9th 1977       | provient du projet Tangerine Tree |
| 2004  | The Bootmoon Series: Aachen — January 21st 1981      | provient du projet Tangerine Tree |
| 2004  | The Bootmoon Series: Paris — February 2nd 1981       | provient du projet Tangerine Tree |
| 2004  | The Bootmoon Series: Sydney — February 22nd 1982     | provient du projet Tangerine Tree |
| 2004  | The Bootmoon Series: Ottawa — June 20th 1986         | provient du projet Tangerine Tree |
| 2004  | East                                                 | enregistrement complet d'un concert donné au Werner Seelenbinder de Berlin en 1990 |
| 2004  | Arizona Live                                         | enregistrement complet d'un concert donné à Scottsdale en 1992 |
| 2005  | Vault IV                                             | enregistrement complet de concerts) ; également publié en deux volumes : The Bootmoon Series: Brighton — March 25th 1986 et The Bootmoon Series: Cleveland — June 24th 1986                                             |
| 2005  | Kyoto                                                | bandes studio de Froese et Schmölling datant de 1983 et retravaillées |
| 2005  | Rocking Mars                                         | enregistrement complet d'un concert donné au Klangart Festival d'Osnabrück en 1999 |
| 2006  | Blue Dawn                                            | bandes studio de Froese et Ralf Wadephul datant de 1989 et retravaillées |
| 2006  | The Bootmoon Series: Detroit– March 31st 1977        | provient du projet Tangerine Tree |
| 2006  | The Bootmoon Series: Preston– November 5th 1980      | provient du projet Tangerine Tree |

## Samplers
Des pistes de Tangerine Dreams sont également parue sur quelques samplers (un type de compilation bon marché présentant généralement les principaux artistes d'un label). Les samplers suivants sont uniques car ils contiennent des pistes qui n'ont jamais été publiées ailleurs :
- 1971 : Oszillator Planet Concert, sur Ossiach Live,
- 1975 : Overture, sur V
- 1986 : Horns of Doom, sur Jubileumcassette
- 1986 : Lost Tale, sur Electronische Muziek 1989

## Compilations
Tangerine Dream a publié plus d'une vingtaine de compilations ; la plupart ont eu une courte durée de vie sur le marché et couvrent soit les Pink Years (1970-1973, sur le label Ohr), les Blue Years (1984-1988, sur Jive Records) ou les deux. Des Virgin Years, seule la compilation Dream Sequence (1985) reste publiée.
Trois compilations majeures ont été publiées. Tangents en 1994 (Virgin Years) et The Dream Roots Collection en 1996 (Pink et Blue Years) sont chacune des coffrets de cinq CD remixés par Edgar Froese ; le cinquième CD de chacune est composé de pistes non publiées auparavant. La troisième est i-Box (1970-1990), un coffret de six CD publié par le propre label du groupe, TDI, en 2000. Il est fortement basé sur les deux coffrets précédents mais couvre également les Melrose Years et possède des bonus différents. Sur ces compilations, les pistes remixées sont présentées à la place des originales plutôt qu'à leur côté, sans mention explicite de ces remixes.
Ce paragraphe liste également les albums enregistrés en public qui ne sont ni des albums originaux, ni des publications d'archives.
| Année | Titre de l'album | Période "Years"                      | Commentaires |
| ----- | --- | ------------------------------------ | --- |
| 1980  | 70-'80 | Pink et Virgin Years                 | contient les pistes originales Monolight (Single Version), Baryll Blue, Chimes and Chains et Haunted Heights |
| 1985  | Dream Sequence | Virgin Years                         | |
| 1987  | The Collection | Pink Years                           | |
| 1989  | The Best of Tangerine Dream | Pink et Blue Years                   | |
| 1991  | From Dawn 'til Dusk | Pink et Blue Years                   | |
| 1992  | The Private Music of Tangerine Dream | Melrose Years                        | contient les pistes originales Beaver Town et Roaring of the Bliss |
| 1993  | Dream Music |                                      | bandes originales |
| 1993  | The Story of Tangerine Dream | Pink et Blue Years                   | cette compilation ne contient aucun morceau nouveau, le disque numéro un est absolument identique à la compilation 1989 The Best Of Tangerine Dream - juste une sorte de re-commercialisation                                                            |
| 1994  | Tangents 1973 · 1983 | Virgin Years                         | contient les pistes originales The Jogger, Silver Scale, Jamaican Monk, des pistes solo d'Edgar Froese et des remixes |
| 1995  | Atmospherics | Pink et Blue Years                   | |
| 1995  | Dream Music 2 |                                      | bandes originales |
| 1995  | Book of Dreams | Pink et Blue Years                   | contient des remixes |
| 1996  | Tangerine Dream | Virgin Years                         | |
| 1996  | The Dream Roots Collection | Pink et Blue Years                   | contient les pistes originales Valley of the Sun, Beach Bay Bunker, Vanishing Blue, Red Morpho et des remixes |
| 1997  | Tournado (Live in Europe) | Seattle et Millennium Years          | contient les pistes originales Intro et 220 Volt (Big Volt Version) |
| 1998  | Luminous Visions | Seattle Years                        | |
| 1998  | The Analogue Space Years 1969-1973 | Pink Years                           | |
| 1998  | The Pink Years | Pink Years                           | |
| 1998  | Atlantic Bridges | Melrose et Seattle Years             | |
| 1998  | Atlantic Walls | Melrose et Seattle Years             | |
| 1998  | Dream Encores | Melrose et Seattle Years             | contient les pistes originales Order of The Ginger Guild, Eleanor Rigby, Oriental Haze (Single version), Thief Yang and the Tangram Seal, Purple Haze (Single version) et Dominion (1986 version)                                                        |
| 1998  | Valentine Wheels (The Shepherds Bush Empire Concert London 1997)                                                                                                | Virgin, Blue et Seattle Years        | contient la piste originale Silver Scale et des remixes |
| 1998  | The Blue Years | Blue Years                           | |
| 1999  | Tangerine Dream | Virgin Years                         | |
| 2000  | Tang-go | Melrose, Seattle et Millennium Years | contient les pistes originales Ça Va–Ça Marche–Ça Ira Encore et Tutankhama |
| 2000  | i-Box | Pink, Virgin, Blue et Melrose Years  | contient les pistes originales Longing for Cashba, Unicorn Saga, Akash Deep et Iguana, ainsi que des pistes solo d'Edgar Froese et des remixes |
| 2002  | Journey Through a Burning Brain | Pink et Blue Years                   | |
| 2003  | The Melrose Years | Melrose Years                        | contient les pistes originales Ruling the Waves, Pearl River, The Back of Beyond et des remixes |
| 2004  | An Introduction to... | Pink et Blue Years                   | |
| 2006  | Tangerine Dream Plays Tangerine Dream | Virgin et Blue Years                 | contient la piste originale Southpole Crossing et des remixes |
| 2007  | Nebulous Dawn | Pink Years                           | |
| 2007  | Booster I |                                      | les titres Logos (Velvet Part 2007), Tangram Chin Part, All Thirsty Angels Pass et Big Sur and the Oranges from Heironymus Bosch sont inédits |
| 2007  | Cyberjam Collection |                                      | titres repris de Goblins Club Limited World Tour Edition 1997, TimeSquare et i-Box |
| 2007  | Mars Mission Counter |                                      | le titre Dies Martis (version alternative de Dies Martis de TransMercury) est inédit |
| 2007  | Tangines Scales |                                      | le titre House of the Rising Sun (Southend Mix) est inédit |
| 2008  | The Anthology Decades The Space Years - Vol. 1 |                                      | |
| 2008  | Booster II |                                      | les titres Cloudburst Flight 2008, A Streetcar Named Desire, The Last Wave, La Boca Race, Tomorrow Never Knows, Sunshift et Beyond the Cottage and the Lake sont inédits                                                                                 |
| 2009  | Hollywood Lightning |                                      | |
| 2009  | Canyon Cazuma |                                      | |
| 2009  | Axiat |                                      | Axiat reprend 10 titres composés par Jerome Froese des albums suivants : Great Wall Of China (2), The Seven Letters From Tibet (1), The Past Hundred Moons (3), Dream Mixes 4 (2), Jeanne d'Arc (2)                                                      |
| 2009  | Booster III |                                      | les titres Mombasa, The Halloween Cast (Rolling Out The World's Pumpkin Part 1), Kiev Mission (Remake 2009), Kilimandscharo et The Angel of the West Window sont inédits                                                                                 |
| 2011  | Booster IV |                                      | les titres Alchemy Of The Heart 2010, Culpa Levis 2010, Warhol's New York Walk, A Snail's Dream, Arctic Sunrise, The Lion of the Law et Thorns from Heaven sont inédits                                                                                  |
| 2011  | The Virgin Years 1974-1978 | Virgin Years                         | contient Phaedra, Rubycon + bonus tracks, Ricochet, Stratosfear + bonus tracks & Cyclone + bonus tracks sur 3 CDs |
| 2012  | The Virgin Years 1977-1983 | Virgin Years                         | contient Encore, Force Majeure, Tangram, Exit, White Eagle, Logos & Hyperborea sur 5 CDs |
| 2012  | Booster V |                                      | 9 titres repris de la Sonic Poem Series 5 titres repris de Zeitgeist, Mona da Vinci, The Endless Season 2 remixes Calymba Caly et View from a Distant Star 4 titres Shining Ray, Twilight Dance, Sailing Through the Night; Booster Battery sont inédits |
| 2015  | The Official Bootleg Series - Volume One: Reims Cathedral December 1974 & Mozarthalle, Mannheim October 1976                                                    |                                      | 4 heures de musique compilées et remastérisées avec l'accord officiel du groupe. |
| 2016  | The Official Bootleg Series - Volume Two: Palais Des Congres, Paris – 6th March 1978 & the groundbreaking Palast Der Republik, East Berlin – 31st January 1980. |                                      | 4 heures de musique compilées et remastérisées avec l'accord officiel du groupe. |
| 2018  | The Pink Years Albums 1970-1973 | Pink Years                           | contient les 4 premiers albums du groupe: Electronic Meditation, Alpha Centauri, Zeit & Atem |

## Coffrets
- 1976 : Alpha Centauri/Atem (Alpha Centauri, Atem)
- 1986 : In the Beginning (Electronic Meditation, Alpha Centauri, Zeit, Atem, Green Desert)
- 1990 : Synthetiseur (Phaedra, Rubycon, Ricochet)
- 1992 : (3) (Encore, Cyclone, Force Majeure)
- 1994 : Collection (Poland, Tyger, The Best of Tangerine Dream)
- 1995 : Rubycon—Ricochet (Rubycon, Ricochet)
- 1997 : The Grammy Nominated Albums (Canyon Dreams, Rockoon, 220 Volt Live, Turn of the Tides, Tyranny of Beauty)
- 1998 : Dream Dice (Ambient Monkeys, Atlantic Bridges, Atlantic Walls, Dream Encore, The Dream Mixes, TimeSquare, The Hollywood Years vol. 1, The Hollywood Years vol. 2, Oasis, Quinoa, Tournado, Transsiberia, Ça Va—Ça Marche—Ça Ira Encore)
- 1998 : Three Classic Albums (Electronic Meditation, Alpha Centauri, Zeit)
- 2004 : Lamb With Radar Eyes (Valentine Wheels, Tournado)
- 2004 : High Voltage (Atlantic Walls, Atlantic Bridges, Valentine Wheels, Tournado)
- 2019 : In Search of Hades: The Virgin Recordings 1973-1979 (18 CD)
- 2020 : Pilots of Purple Twilight: The Virgin Recordings 1980-1983 (10 CD)

## Éditions définitives
Ces 13 albums sont publiés par Virgin Records en 1994 et 1995. Il s'agit de versions remasterisées à l'aide de la technologie Super Bit Mapping.
- 1994 : Encore
- 1994 : White Eagle
- 1994 : Logos
- 1994 : Hyperborea
- 1995 : Phaedra
- 1995 : Rubycon
- 1995 : Ricochet
- 1995 : Stratosfear
- 1995 : Cyclone
- 1995 : Force Majeure
- 1995 : Tangram
- 1995 : Thief
- 1995 : Exit